# Get Maad
Get Maad è il quarto mixtape del rapper italiano Vacca, pubblicato il 28 novembre 2011 dalla Produzioni Oblio.

## Descrizione
Il disco è considerato il seguito di Poco di buono del 2008, al quale l'artista ha voluto cambiare nome visto il cambiamento, l'evoluzione e la maturazione personale e musicale che ha attraversato in tre anni dalla pubblicazione dello stesso Poco di buono. Il progetto nasce dall'ennesimo incontro tra Vacca e Kian dei Golden Bass, un mixtape dalle sonorità Giamaicane, un paese molto caro ad entrambi, il loro sentimento per questa terra viene trasmesso nelle 14 tracce con i featuring di John Holt, J.Simms, Babaman e Divoice, la maggior parte delle tracce sono prodotte da GoldenBass & VisionHouse records, con delle incursioni alle produzioni di: Che Bit, J.Simms e Steve Dub.

## Tracce
1. Intro [Prod. Steve Dub]
2. Bless [Prod. Chebit]
3. Cento passi [Prod. GoldenBass & VisionHouse records]
4. Cerco sempre [Prod. GoldenBass & VisionHouse records]
5. Testa dura [Prod. GoldenBass & VisionHouse records]
6. Number One (feat. John Holt) [Prod. Steve Dub]
7. Get Maad (feat. J. Simms) [Prod. J.Simms]
8. Immagini [Prod. GoldenBass & VisionHouse records]
9. Neva Give Up [Prod. GoldenBass & VisionHouse records]
10. Fragole & Moet [Prod. GoldenBass & VisionHouse records]
11. One Blood (feat. Babaman)[Prod. GoldenBass & VisionHouse records]
12. Trecentosessanta (feat. Divoice) [Prod. GoldenBass & VisionHouse records]
13. Castello di sabbia [Prod. GoldenBass & VisionHouse records]
14. Outro [Prod. Steve Dub]